# Горгала
Го́ргала (рос. Горгала) — село в Кіровському районі Ленінградської області, Росія.